# Sajt

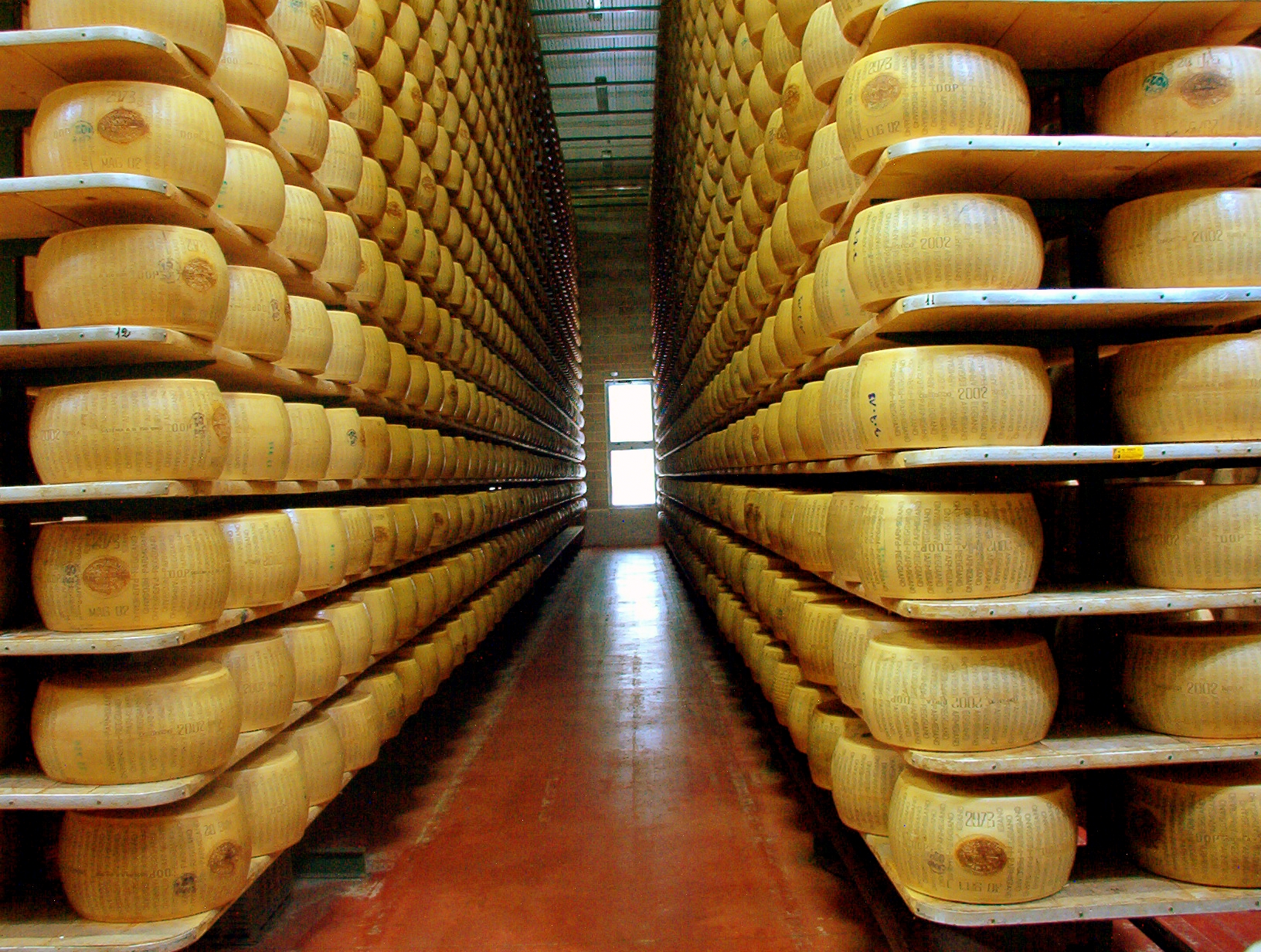
Parmezán sajtot készítő üzem, Modena

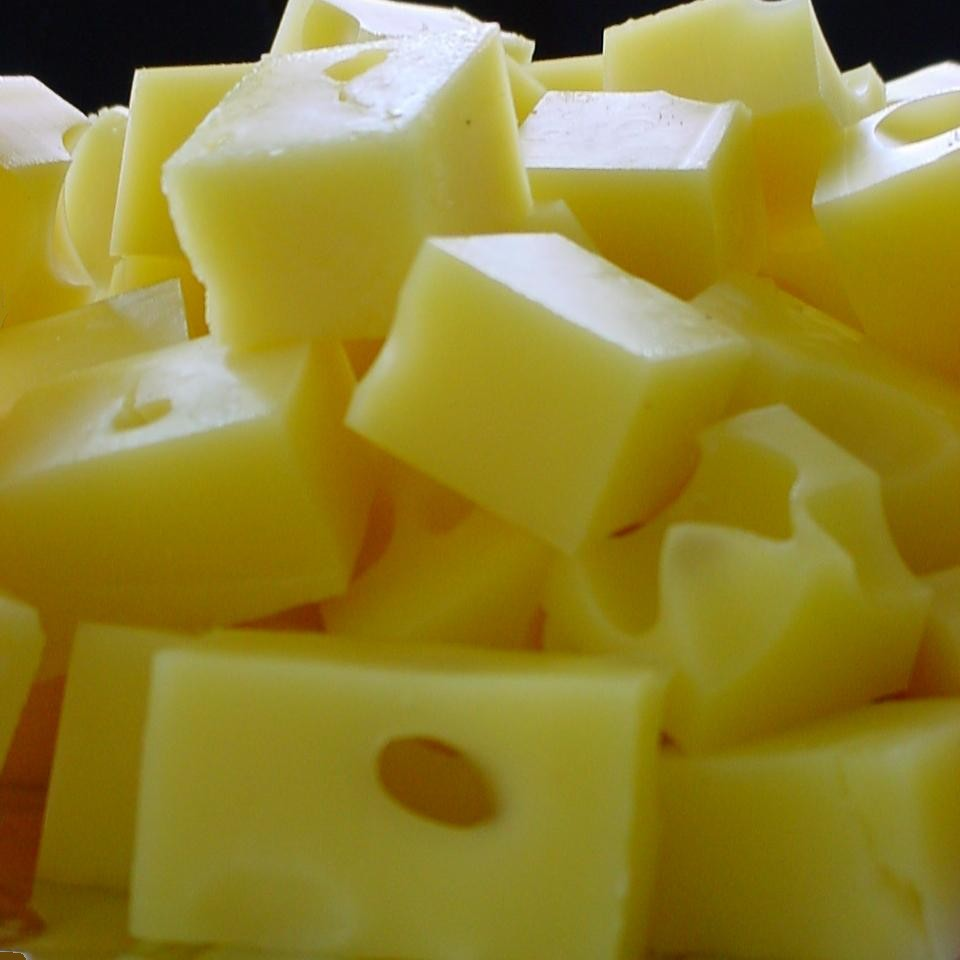
Svájci ementálisajt-darabok

A sajt savanyított vagy felfőzött tejből tejsavas erjesztéssel, alvasztással, a savó eltávolításával, préseléssel vagy anélkül készülő étel. Általában tehén, kecske, juh vagy bivaly tejéből készül savanyítással vagy felfőzéssel. A sajttejet általában rövid idejű hőkezeléssel pasztőrözik, amelynek során a patogén mikroorganizmusok elpusztulnak, majd oltóenzimmel és speciális baktériumtenyészettel beoltják, gyakran fűszerezik és érlelik. Az ókortól kezdve világszerte ismert és kedvelt, egészséges tejtermék. A világon több százféle sajtot gyártanak. A fajták elkülöníthetők a tej eredetétől, a vaj zsírtartalomtól, a feldolgozás és az érlelés hosszától stb. függően. A francia étkezési rend, azaz az előétel-főétel-sajt-desszert ételsor kihagyhatatlan fogása a főétel és a desszert között felszolgált sajttál (fromage plateau).

## Története
Egy legenda szerint a sajtot egy arab nomád fedezte fel. A legenda úgy szól, hogy tejjel töltött meg egy nyeregtáskát, hogy azt fogyassza az úton, ameddig keresztüllovagol a sivatagon. Több óra lovaglás után megállt, hogy szomját oltsa, s látta, hogy a tej sápadt vizes folyadékká vált, melyben szilárd fehér darabokban vált ki a sajt. A nyeregtáska egy fiatal állat gyomrából készült, ez egy megalvasztó enzimet tartalmazott, amit renninként (alvasztóenzim) ismerünk. A tejet valójában a rennin, a forró nap és a ló vágtató mozgásának keveréke aludttejjé és savóvá választotta el.

## Ipari előállítása
Az elegytejet lefölözik, majd hőkezeléssel és egyes esetekben mikroszűréses technológiával a sajtgyártás számára ideális állagúvá teszik, ezt nevezzük üsttejnek.
- Az üsttej legfontosabb kezelései:
  - Az üsttej zsírtartalmának beállítása, és a tej festése.
  - Az alvadóképesség javítása.
  - A sajtok korai puffadása elleni kezelése.
  - Az üsttej savfokának beállítása.
  - Sajtfeldolgozásra csak kellően érett tej használható. Az érlelést kultúra hozzáadásával végzik.
  - Tejalvasztás.

- Az alvadék feldolgozása:
  - felvágás
  - utómelegítés
  - kimerés
  - formázás

- A sajt készítése:
  - forgatás, préselés
  - sózás
  - szikkasztás
  - érlelés
  - utóérlelés

### Minőségi tényezők
A sajtok érési folyamatát sok tényező befolyásolja, és ezek mindegyike meghatározza a végtermék ízének minőségét és intenzitását:
- alapanyag víz- és zsírtartalma, tömörsége és mérete
- baktériumok fajtái és mennyisége
- hőmérséklet
- levegő páratartalma
- időtartam
- préselés

### A kész sajt fő összetevői
- kazein
- zsír
- víz
- só
- ásványi anyagok

## Sajtfajták
A sajtoknak számtalan fajtája van, mivel a készítési módszer változatos, sőt az oltó baktériumtenyészet sokszor titkosan kezelt. Az alábbi lista a közismert sajtmárkákat és típusokat tartalmazza.

### A sajtok előállítás szerinti csoportosítása
- oltós alvasztású: az oltós alvasztású érlelt sajt tejből megfelelő kultúra hozzáadásával, enzimes alvasztással, részbeni savóelvonással – membránszeparációs technológiával gyártott sajt esetén részbeni permeátelvonással – előállított szilárd vagy félszilárd termék, amelyben a savófehérje-kazein arány nem haladja meg a tejben levőt, és amelyet rövidebb-hosszabb idejű érlelés után fogyasztanak. Megfelelő ízesítőanyagok hozzáadásával vagy füstöléssel előállíthatók az oltós alvasztású érlelt sajtok ízesített változatai is (pl. köményes sajt)
- vegyes alvasztású: a savanyítás és az oltó együttes hatására következik be a vegyes alvadás. A vegyes alvadáskor a savanyodás játszik döntő szerepet. Az oltó használata csak az alvadék szilárdításához kell.
- savas alvasztású: a savas alvasztású sajtok tejből vagy íróból, vagy sajtsavóból, esetleg ezek keverékéből, jellemzően mikrobiológiai, savas és azt esetleg kiegészítő oltós, hosszú idejű alvasztással, majd részbeni savóelvonással előállított termékek, amelyeket frissen vagy rövid érlelés után fogyasztanak.

Ízesítőanyagok hozzáadásával vagy füstöléssel előállíthatók a savas alvasztású sajtok ízesített változatai is (MÉ 2-51/109). A Magyar Élelmiszerkönyv a vegyes és a savas alvasztású sajtokat együtt kezeli.
A sorok végén százalékban megadva az adott sajt zsírtartalma olvasható a szárazanyagban

### Friss sajtok
Tejsavas alvadású
Nem érlelik, ezért csak rövid ideig áll el. Édességekhez használják (például tiramisu).
- Étkezési tehéntúró, Sportsajt, Boursin, Rocamadour, Mascarpone

Oltós alvadású
- Juhtúró – brindza, gomolyák, Burgos

Vegyes alvadású
- Túrók (leveles túró, centrifugálásos túró, krémtúrók)

Túrósajtok
- Sárgasajt (pogácsasajt)
  - Kvargli sárga bevonatú, erős szagú túrósajt féle. (=Olmützer Quargel / olomoucký tvarůžek Cz; Quargel – Olmützi pogácsasajt)
  - Mainzer käse, Harzär käse
- Nemespenészes (camembert)
- Főzött sajt (főzősajt) Ekkor az aludttejet vagy oltós túrót megolvasztják + só, kömény + tejszín, vaj.
  - Mozzarella, Bocconcini golyó, Ovolini golyó

Albumin savósajtok
- Orda

Az ordakészítés után visszamaradt tiszta savó (sajtsavó) a kvasz és a kiszel nevű ital alapanyaga. Az északi országokban savómézet (mysos) is készítenek belőle.

### Érlelt sajtok

#### Lágy sajtok

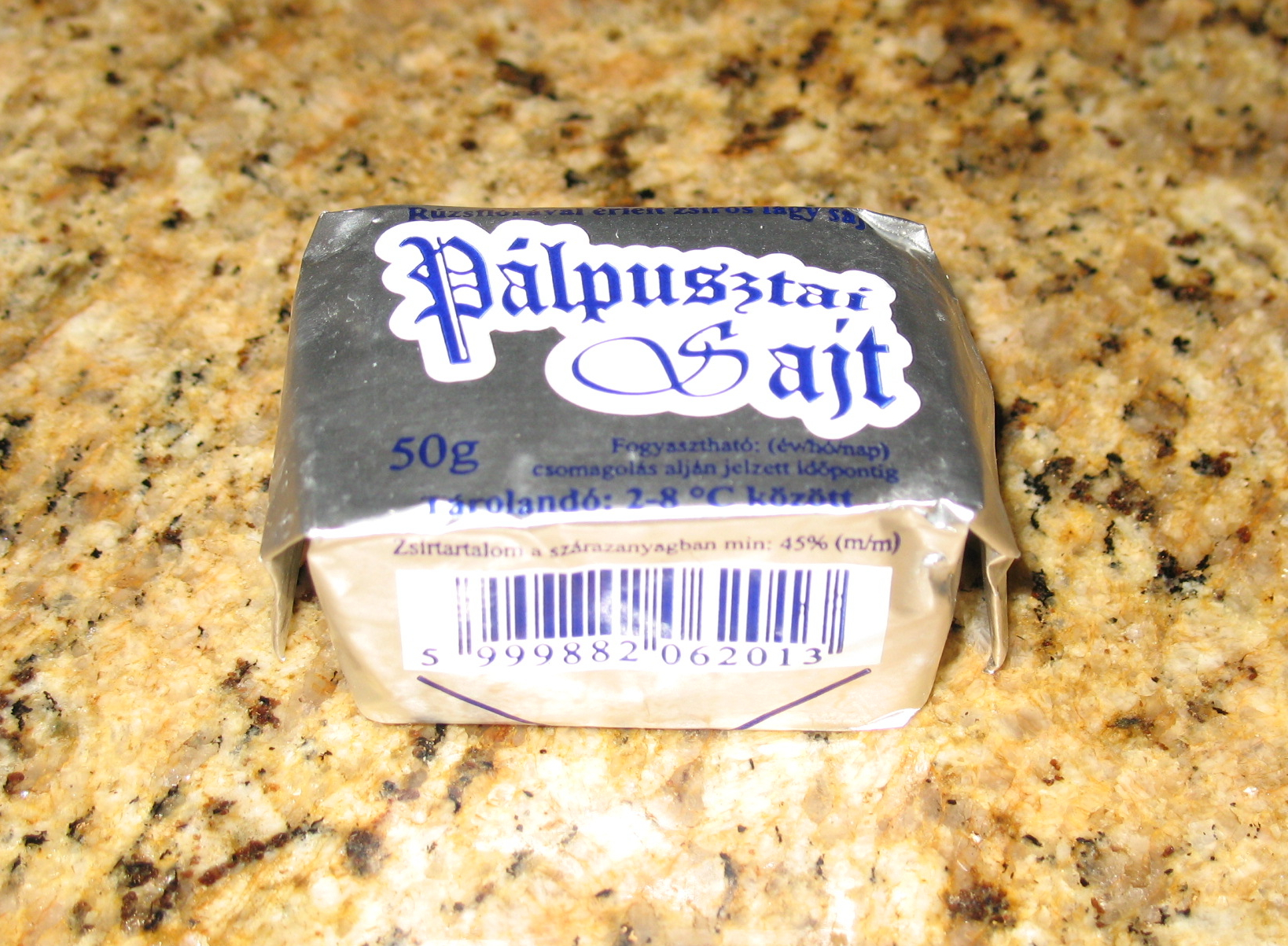
Pálpusztai sajt

Fehérpenészes
- Brie
- Camembert

Rúzsos (vöröspenészes)
A rúzsflóra egy baktérium színtenyészet, amely obligát aerob, ami azért nő a sajt felületén, mert csak levegő mellett szaporodik. Enzimjei erőteljesen bontják a sajt fehérjéit, egészen az aminosavakig, a sajt zsírját pedig egészen a zsírsavakig. Az így érlelt sajt felületén, egy erősen fehérjebontó baktérium, a Brevibacterium linens tenyészet hozza létre a vörösesbarna nyálkás bevonatot. A rúzsflórával érlelt sajtoknak jellegzetesen erős, pikáns, enyhén ammóniás bukéja van.
- Romadur német sajt
- Munster francia sajt
- Pálpusztai jellegzetes illatú, magyar sajt

Mosott (rúzzsal érő, de kéreg nélküli)
- Bel pease olasz sajt
- Epoisses francia eredetvédett sajt. Az Époisses gyártásához felhasznált tej kizárólag Brune, Montbéliarde vagy Simmental Française fajtájú tehenektől származhat.

#### Félkemény sajtok

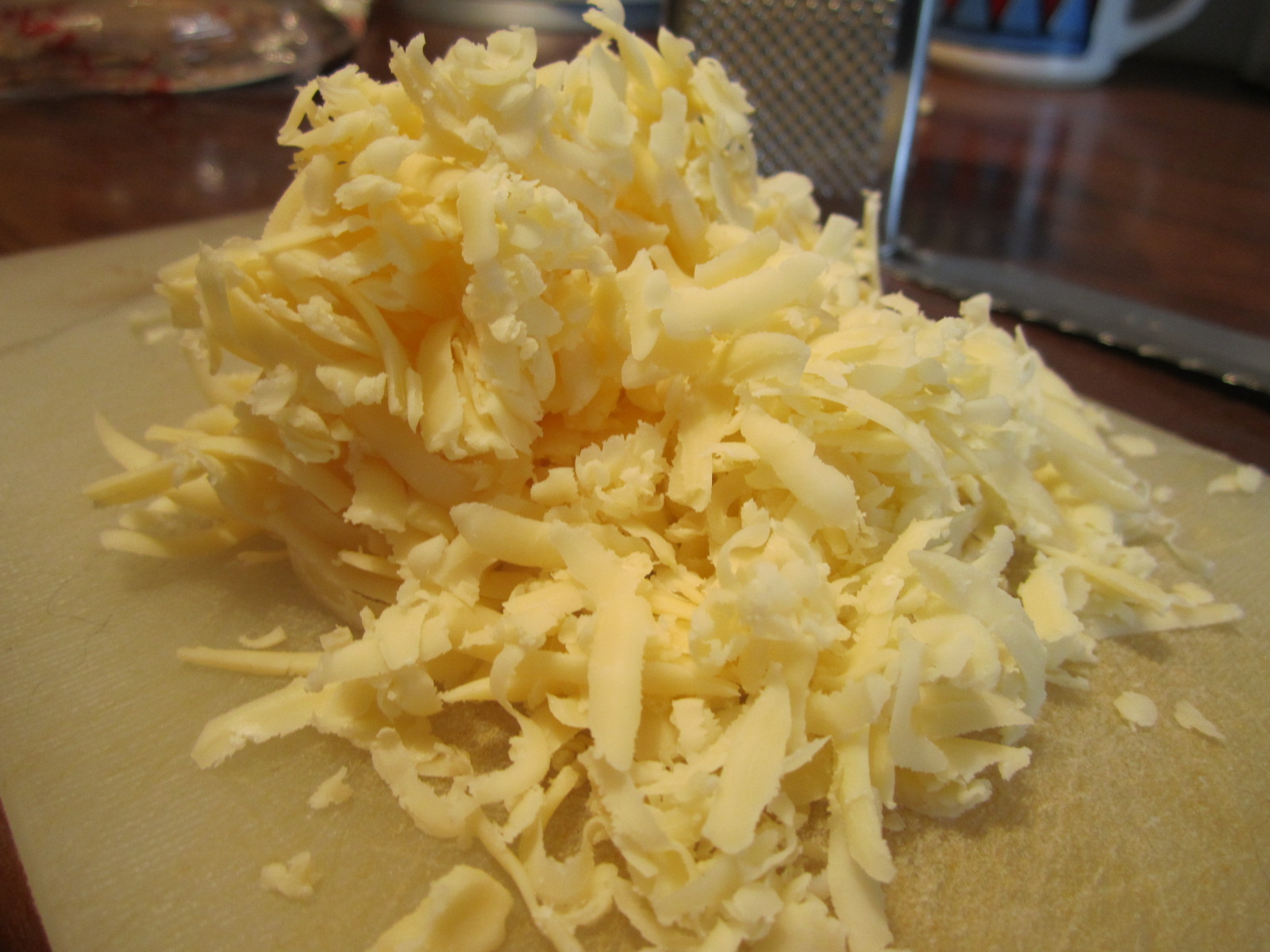
Reszelt sajt

- Gouda típusú: Hollandia azonos nevű városáról kapta nevét, sötétsárga színű kb. 48%
- Edami típusú: Edam városáról kapta nevét.
- Trappista típusú: A franciaországi trappista szerzetesek készítették először; a legkedveltebb sajt a magyar piacon; számos vállalat gyártja.
- Pusztasajt típusú
  - Tilsiti
  - Óvári
  - Appenzeller
  - Raclette
  - Le Gruyère

#### Kemény sajtok
Hegyi sajt jellegű

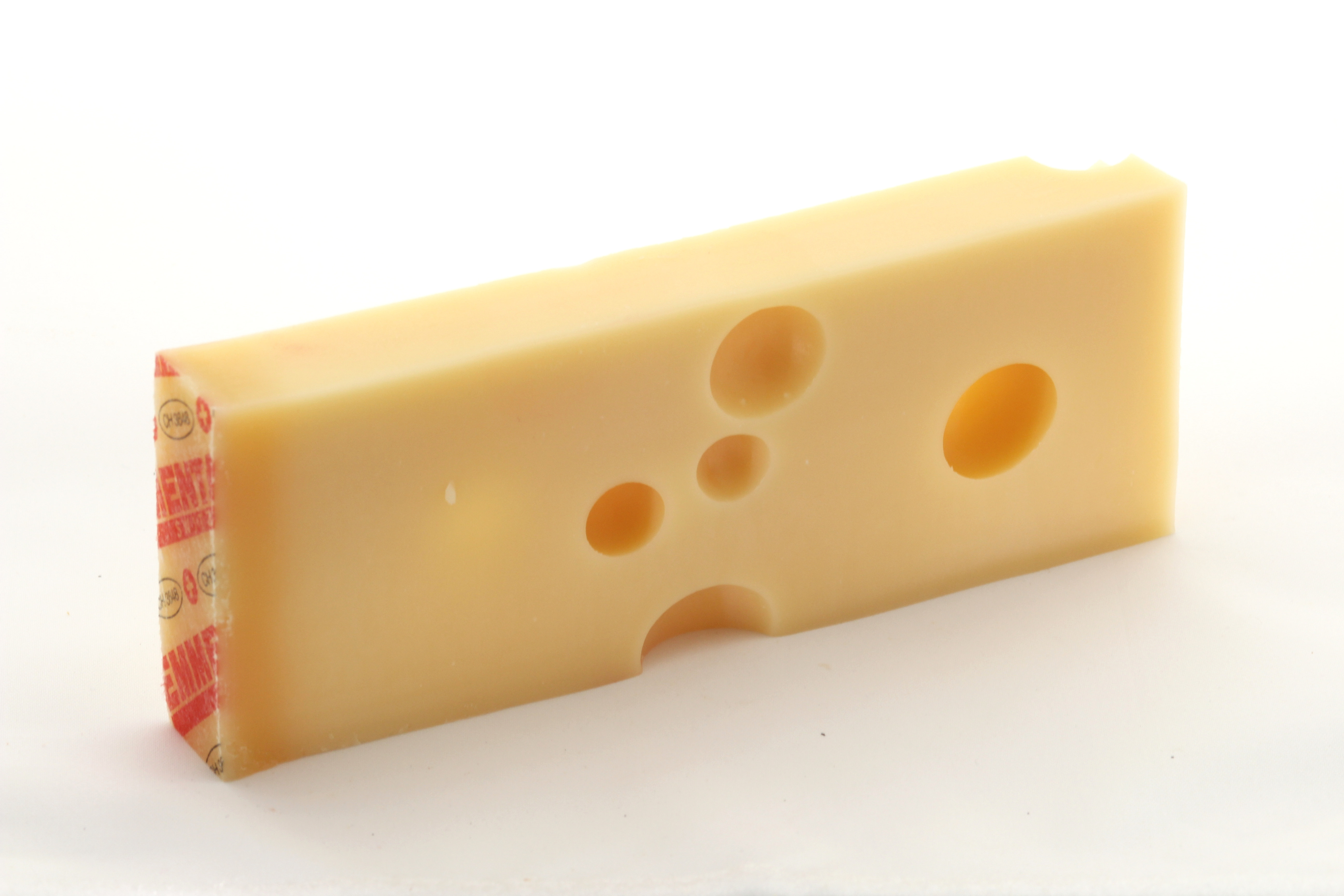
Ementáli sajt

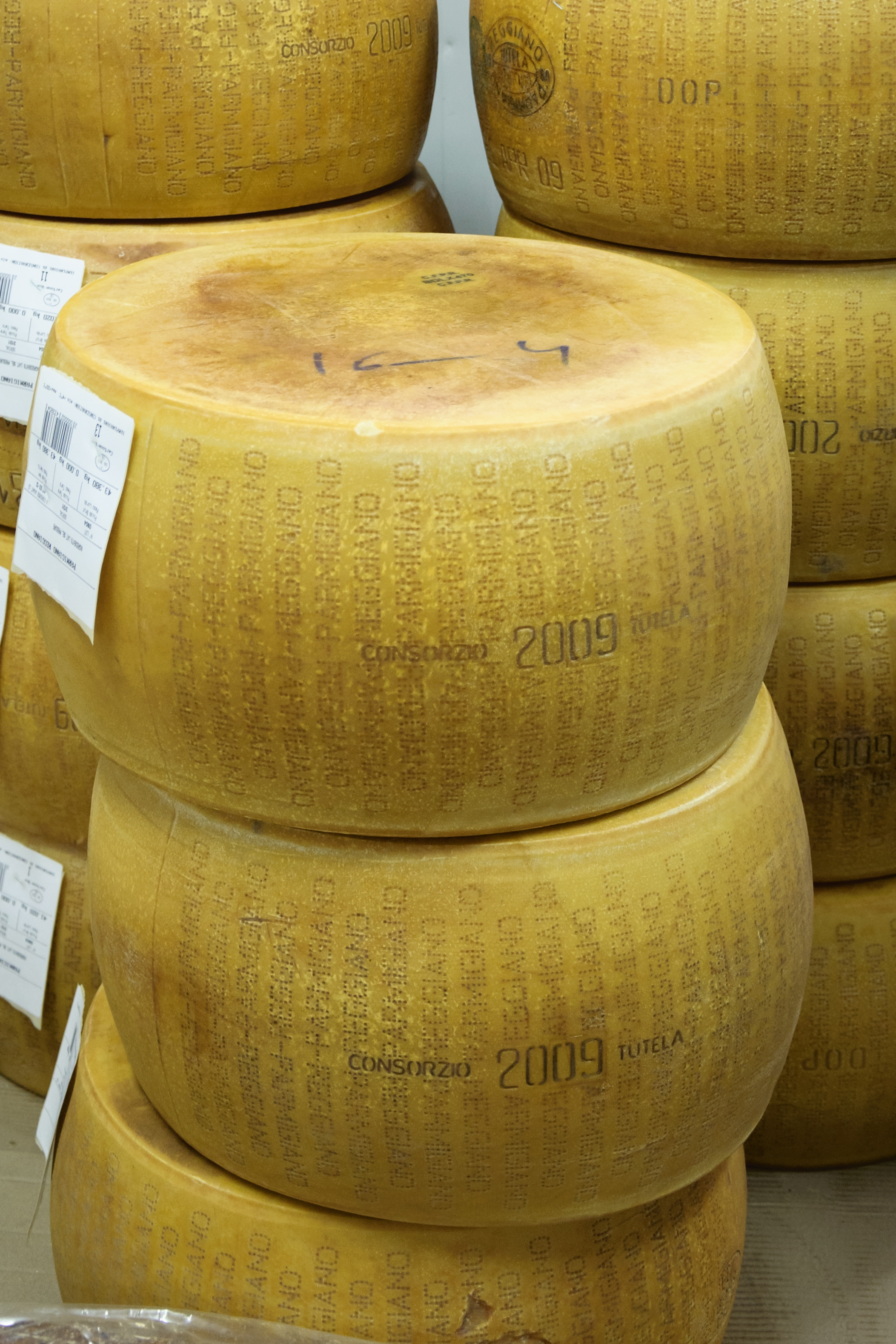
A parmezán sajt szokásos formája 35–45 cm átmérőjű, 18–25 cm vastag, 24–40 kg tömegű korong

- Ementáli: Jellemzője az érés közben kialakult nagy lyukak. 45%.

Grana jellegű (reszelni való sajtok)
- Parmezán: Erős íze van, jól reszelhető

Cheddar jellegű
- Cheddar: Savanykás ízű, olvadékony sajt.
- Cheshire: Angol, enyhén sós ízű sajt.

#### Gyúrt sajtok
ParenyicaEnyhén füstölt sajt
- Kaskaval: Enyhén füstölt sajt
- Mozzarella

#### Belsőpenészes sajtok
Márványsajt
- Rokforti: A Roquefort környéki barlangokban érlelt sajtokat nevezhetik így
- Gorgonzola
- Stilton sajt: Angol, kékpenésszel erezett, nevezetes sajt.

#### Sós-vizes sajtok vagy Sós-savós sajtok
- Feta: 5-15%-os sóoldatban tárolják, így sokáig eláll ez a friss sajt. 50%.

### Ömlesztett sajtok
Tömbben árult ömlesztett sajtok

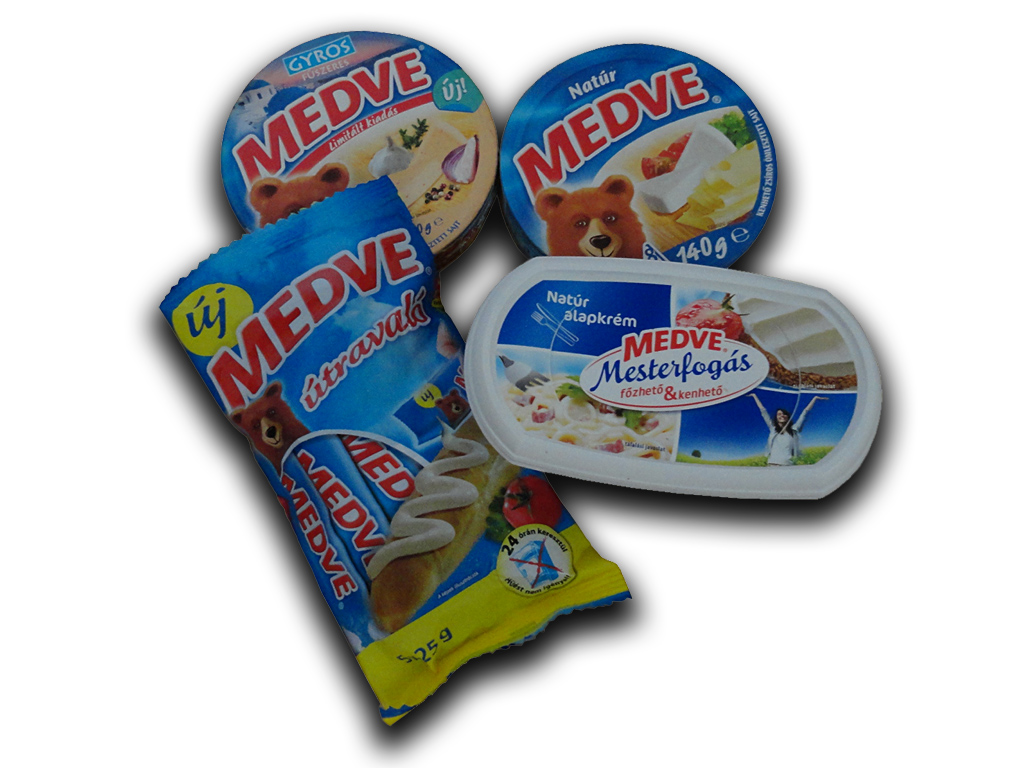
Különböző ömlesztett Medve sajtok

- Hóvirág sajt: a szocialista rendszerben szinte mindegyik megyei tejipari vállalat gyártotta és ezen sajttípus annak idején nagy sikernek örvendett. Csomagolása alufólia volt és a kiskereskedelemben a pultnál vágták a vevő igényének megfelelő méretűre.

Kockasajtok
Néhány magyar kockasajt márka (a teljesség igénye nélkül):
- Camping sajt
- Csárdás sajt
- Mackó sajt
- Medve sajt
- Mese sajt

## Sajtok felhasználása

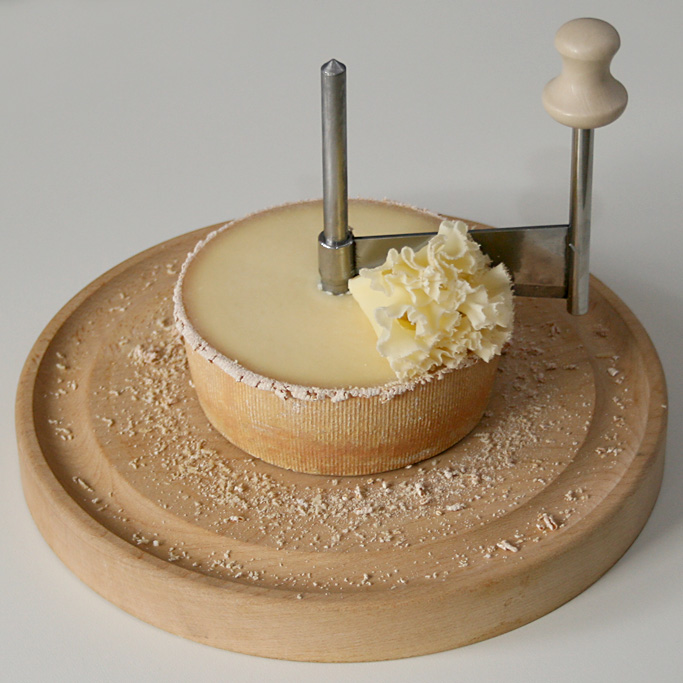
A svájci Barátfej sajtot (tête de moine) a sajtkorongból a Girolle nevű faragóeszközzel vékony forgácsszerű rétegeket kaparnak le

### Sajtból készült ételek
Magyarországon a sajtból készült ételek legnépszerűbbike a rántott sajt.[forrás?] Ez az utóbbi kb. 30 év alatt hódította meg az éttermek 'meleg előétele' kategóriáját.[forrás?]
- Hideg sajtételek között vezető szerepet tölt be a sajttekercsek családja, melyeket vékonyan és hidegen felszeletelve hidegtálakra, szendvicsekre tesznek.
- Hideg sajtfelhasználó receptek a különféle sajtsaláták, ahol a sajtot egymagában, vagy más hozzávalókkal (gomba, sonka, különféle zöldségfélék) együtt majonézes, vagy más mártásos öntettel tálaljuk a sajtkockákat, vagy csíkokat.
- Hideg sajtok felhasználásának nagy csoportját képezi a sajtfalatkák csoportja, ahol a sajtkockákat, apró sajttekercseket gyümölcsökkel, zöldségfélékkel egy-egy fogvájóval tűznek egybe és canapé alapon, vagy anélkül italok mellé kínálnak.

### Ételek, melyekre rásütjük a sajtot
Pizzák, melegszendvicsek, valamint a többi olyan étel foglal itt helyet, ahol a sajtreszelővel ráreszelt sajtot vagy a ráfektetett sajtszeletet csőben (sütőben), illetve grillezve rásütjük az ételre. Továbbá több süteményféle (sós stangli, sós perec, sajtos pogácsa stb.) beltartalmi értékét és díszítését szolgálja.

## Világtermelés és fogyasztás

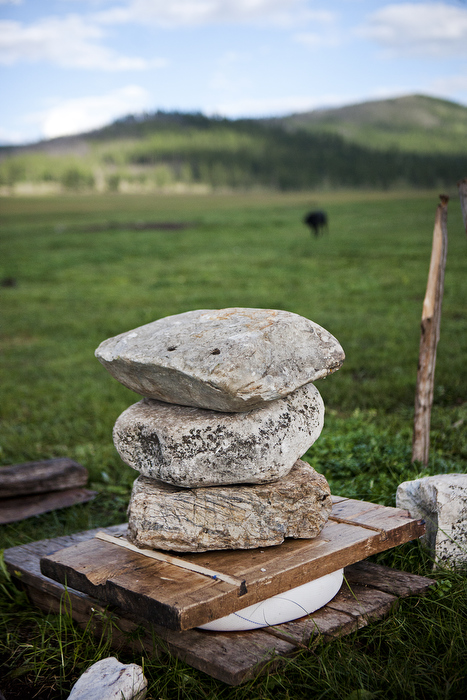
Sajt préselése Mongóliában, kövekkel fokozatosan emelik a préselési erőt

| A legtöbbet termelő országok (ezer tonnában) | A legtöbbet termelő országok (ezer tonnában) |
| -------------------------------------------- | -------------------------------------------- |
| Egyesült Államok                             | 4275 (2006)                                  |
| Németország                                  | 1927 (2008)                                  |
| Franciaország                                | 1884 (2008)                                  |
| Olaszország                                  | 1149 (2008)                                  |
| Hollandia                                    | 732 (2008)                                   |
| Lengyelország                                | 594 (2008)                                   |
| Brazília                                     | 495 (2006)                                   |
| Egyiptom                                     | 462 (2006)                                   |
| Argentína                                    | 425 (2006)                                   |
| Ausztrália                                   | 395 (2006)                                   |

| Legtöbbet exportáló országok – 2004 (ezer USA dollárban) | Legtöbbet exportáló országok – 2004 (ezer USA dollárban) |
| -------------------------------------------------------- | -------------------------------------------------------- |
| Franciaország                                            | 2 658 441                                                |
| Németország                                              | 2 416 973                                                |
| Hollandia                                                | 2 099 353                                                |
| Olaszország                                              | 1 253 580                                                |
| Dánia                                                    | 1 122 761                                                |
| Ausztrália                                               | 643 575                                                  |
| Új-Zéland                                                | 631 963                                                  |
| Belgium                                                  | 567 590                                                  |
| Írország                                                 | 445 240                                                  |
| Egyesült Királyság                                       | 374 156                                                  |

| Legtöbbet fogyasztó országok- 2003 (kg/fő/év) | Legtöbbet fogyasztó országok- 2003 (kg/fő/év) |
| --------------------------------------------- | --------------------------------------------- |
| Görögország                                   | 27,3                                          |
| Franciaország                                 | 24                                            |
| Olaszország                                   | 22,9                                          |
| Svájc                                         | 20,6                                          |
| Németország                                   | 20,2                                          |
| Hollandia                                     | 19,9                                          |
| Ausztria                                      | 19,5                                          |
| Svédország                                    | 17,9                                          |

## Fordítás
Ez a szócikk részben vagy egészben  a   Cheese című angol Wikipédia-szócikk fordításán alapul.  Az eredeti cikk szerkesztőit annak laptörténete sorolja fel. Ez a jelzés csupán a megfogalmazás eredetét és a szerzői jogokat jelzi, nem szolgál a cikkben szereplő információk forrásmegjelöléseként.